# Friedrich Schilling (Mathematiker)

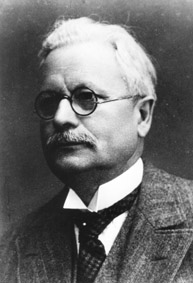

Friedrich Georg Schilling (* 9. April 1868 in Hildesheim; † 25. Mai 1950 in Gladbeck) war ein deutscher Mathematiker.

## Leben
Schilling studierte ab 1887 Mathematik an der Albert-Ludwigs-Universität Freiburg und der Universität Göttingen, wo er 1893 bei Felix Klein promoviert wurde (Beiträge zur geometrischen Theorie der Schwarzschen s-Funktion). 1891 bis 1893 betreute er dort als Assistent die Modell- und Instrumentensammlung. 1896 habilitierte er sich in Aachen und war ab 19. August 1897 bis zum 1. April 1899 außerplanmäßiger Professor an der TH Karlsruhe. Er war ab 1899 außerordentlicher Professor an der Universität Göttingen, wo er Darstellende Geometrie lehrte und die Sammlung mathematischer Geräte betreute. 1904 wurde er Professor an der TH Danzig, an der er 1917 bis 1919 Rektor war. 1936 emeritierte er.
In seiner Dissertation entwickelt er eine neue Interpretation der Formeln der Sphärischen Trigonometrie als Beziehung der Invarianten von drei quadratischen Formen und ihrer Funktionaldeterminante. 
Seine Theorie wurde zum Beispiel von Felix Klein in dessen Vorlesungen über hypergeometrische Funktionen dargestellt.
Er befasste sich auch mit Reuleaux-Tetraedern.
Schilling arbeitete die Vorlesungen über Höhere Geometrie von Felix Klein von 1892/93 aus, die zunächst in autographierter Form verbreitet wurden. 1927 entstand daraus das Buch von Felix Klein Vorlesungen über nichteuklidische Geometrie bei Springer. Schilling selbst schrieb mehrere stark von geometrischer Anschauung geprägte Bücher über nichteuklidische Geometrie. Felix Klein und Friedrich Schilling entwarfen auch geometrische Modelle, die von der Firma Martin Schilling in Leipzig hergestellt wurden.
1927 war er Präsident der Deutschen Mathematiker-Vereinigung. Er unterzeichnete im November 1933 das Bekenntnis der Professoren an den deutschen Universitäten und Hochschulen zu Adolf Hitler.

## Schriften
- Über die Anwendungen der darstellenden Geometrie insbesondere über die Photogrammetrie. Mit einem Anhang: Welche Vorteile gewährt die Benützung eines Projektionsapparates im mathematischen Unterricht, Teubner 1904
- Schilling Bildende Kunst und Geometrie, Jahresbericht DMV 1918
- Projektive und nichteuklidische Geometrie, Leipzig 1931
- Die Pseudosphäre und die nichteuklidische Geometrie, 2 Bände, Teubner 1931, 1935
- Pseudosphärische, hyperbolisch-sphärische und elliptisch-sphärische Geometrie, Teubner 1937
- Der wissenschaftliche Nachlass ist in der Niedersächsischen Staatsbibliothek Göttingen archiviert.